# Amos Oz
Amos Oz (tiếng Hebrew: עמוס עוז; 4 tháng 5 năm 1939 - 28 tháng 12 năm 2018) là một nhà văn, ký giả người Israel nổi tiếng với những tác phẩm về xã hội Israel hiện đại. Ông cũng là giáo sư của trường đại học Ben-Gurion tại Beersheba và là viện sĩ của Viện hàn lâm Khoa học và Nghệ thuật châu Âu. Ông đã đoạt Giải Hòa bình của ngành kinh doanh sách Đức năm 1992.

## Tác phẩm

### Phi hư cấu
- In the Land of Israel (essays on political issues) ISBN 015144644X
- Israel, Palestine and Peace: Essays (1995) (Previously published: Whose Holy Land? (1994).)
- Under This Blazing Light (1995) ISBN 0521443679
- Israeli Literature: a Case of Reality Reflecting Fiction (1985) ISBN 0935052127
- The Slopes of Lebanon (1989) ISBN 0151830908
- The Story Begins: Essays on Literature (1999) ISBN 0151002975
- A Tale of Love and Darkness (2003) ISBN 0151008787
- How to Cure a Fanatic (2006) ISBN 9780691126692

### Hư cấu
- Where the Jackals Howl (1965) ISBN 0151960380
- Elsewhere, Perhaps (1966) ISBN 0151837465
- My Michael  (1968) ISBN 0394471466
- Unto Death (1971) ISBN 0151930953
- Touch the Water, Touch the Wind (1973) ISBN 0151908737
- The Hill of Evil Counsel (1976) ISBN 070112248X; ISBN 0151402345
- Soumchi (1978) ISBN 0060246219; ISBN 0156001934
- A Perfect Peace (1982) ISBN 015171696X
- Black Box  (1987) ISBN 015112888X
- To Know a Woman (1989) ISBN 0701135727; ISBN 0151904995
- Fima (1991) ISBN 0151898510
- Don't Call It Night (1994) ISBN 0151001529
- A Panther in the Basement (1995) ISBN 0151002878
- The Same Sea (1999) ISBN 0151005729
- The Silence of Heaven: Agnon’s Fear of God (2000) ISBN 0691036926
- Suddenly in the Depth of the Forest (A Fable for all ages) (2005)
- Rhyming Life and Death (2007) ISBN 978-0701182281

### Truyện ngắn
- Oz, Amos (2008). "Waiting". The New Yorker. Quyển 84 số 40. tr. 82–89. Truy cập ngày 22 tháng 5 năm 2009. {{Chú thích tạp chí}}: Đã bỏ qua tham số không rõ |day= (trợ giúp)